# Cherves-Châtelars
Cherves-Châtelars is een gemeente in het Franse departement Charente (regio Nouvelle-Aquitaine) en telt 443 inwoners (1999). De plaats maakt deel uit van het arrondissement Confolens.

## Geografie
De oppervlakte van Cherves-Châtelars bedraagt 30,6 km², de bevolkingsdichtheid is 14,5 inwoners per km².
De onderstaande kaart toont de ligging van Cherves-Châtelars met de belangrijkste infrastructuur en aangrenzende gemeenten.

## Demografie
Onderstaande figuur toont het verloop van het inwonertal (bron: INSEE-tellingen).